# Joe Bizera
Joe Bizera, né le 17 mai 1980 à Artigas, est un footballeur international uruguayen évoluant au poste de défenseur. 
Sa carrière débute en 1999 et il honore 23 sélections en équipe nationale entre 2001 et 2004.

## Palmarès
| Compétitions internationales | Compétitions nationales                                                    |
|                              | - Championnat d'Uruguay (2) - Champion : 1999, 2003 - Vice-champion : 2000 |